# Nikephoros (Protosynkellos)
Nikephoros (lateinisch Nicephorus, kyrillisch Никифор; † 1597, Polen-Litauen) war ein griechischer orthodoxer Geistlicher.

## Leben
Seine Herkunft ist unbekannt.
Nikephoros lehrte an der Universität in Padua und war Priester in Venedig.
Später wurde er Protosynkellos des Patriarchen von Konstantinopel.
1595 wurde er nach Moldau gesandt. Konstanty Ostrogski, der Woiwode von Kiew, lud ihn daraufhin ein, nach Polen-Litauen zu kommen, um dortige orthodoxe Geistliche bei ihrem Bemühen gegen eine geplante Union mit der römisch-katholischen Kirche zu unterstützen. Bei der Einreise wurde er in Chotyń zunächst festgenommen, konnte aber nach dem Eintreten von Konstanty Ostrogski weiterreisen.
Vom 6. bis 9. Oktober 1596 leitete er die Versammlung orthodoxer Geistlicher in Brest, die sich gegen die gleichzeitig stattfindende Verabschiedung der Union von Brest aussprach. 1597 wurde er als angeblicher osmanischer Spion in Polen-Litauen erneut festgenommen und starb in der Haft.